# Walderbach
Walderbach est une commune de Bavière (Allemagne), située dans l'arrondissement de Cham, dans le district du Haut-Palatinat.

## Personnalités
- Franz Xaver Witt (1840-1888), prêtre et musicologue.